# Belfast, New York
Belfast är en kommun i Allegany County i delstaten New York, USA.